# Jean Speliers
Jean Speliers est un artiste peintre et dessinateur belge. Né à Mouscron le 8 décembre 1920, il a demeuré pendant longtemps à Woluwe-Saint-Pierre où il est décédé le 30 mars 2013.

## Formation
Il a acquis sa formation artistique à l'Académie royale des Beaux-Arts et des Arts décoratifs de la ville de Bruxelles dans les ateliers d'Alfred Bastien et de Henri Logelain.
Il y obtint les diplômes suivants :
- premier prix Paysage (en 1944),
- deuxième prix Peinture d’après nature, cours supérieur (en 1945),
- premier prix Publicité (en 1948).

## Parcours
1948-1975 : publiciste à Paris et ensuite graphiste publicitaire à Bruxelles pour la presse et différentes agences de publicité touchant aux domaines du tourisme, du cinéma et de gros engins.
1976 : Prend sa retraite et peint des tableaux de sujets très variés, tels que portraits, natures mortes, paysages, animaux.

## Son œuvre picturale
Son travail au pinceau lumineux consiste en portraits, nus, paysages, bouquets floraux, scènes et figures.
L’artiste vise à créer des univers de bonheur, formés d’instants heureux passés dans la nature faite de jardins et paysages lumineux. Ses portraits reflètent l’importance qu’il attache à l’approche psychologique de la personne.
Ses couleurs sont lumineuses, tendres et fortes.
Selon l'éditeur et historien d'art Paul Piron « ses œuvres sont pleines d'optimisme et de joie de vivre ».

## Expositions[2]
Ses expositions furent toutes orchestrées par son épouse assistée par sa proche famille. Parmi les visiteurs se trouvèrent ses nombreuses relations, amis et amies, membres de la famille et personnes issues de l'endroit où se tenait l'événement.
- 1978 : Tubize, au Musée de la Porte[3].
- 1981 : Bruxelles, à la galerie Zavel au Sablon.
- 1985 : Bruxelles, au Zavel, au Sablon.
- 1985 :  Dinant à la galerie Prélude[4].
- 1986 :  Woluwe-Saint-Pierre, à la Médiathèque de la commune.
- 1989 :  Bruxelles, au cœur de l’Îlot sacré, à la galerie Space Horizon.
- 1992 :  Uccle, dans une maison d’amis.
- 1996 :  Woluwe-Saint-Pierre, au Centre Communautaire du Chant d'Oiseau.
- 1999 :  Braine-le-Comte, en la salle du Bailli de l’Hôtel d’Arenberg[5].
- 2001 :  Ellezelles, en la Maison du Pays des Collines.
- 2003 :  Jodoigne, chez un particulier, à l’inauguration de la piscine décorée par l’artiste.
- 2005 :  Woluwe-Saint-Pierre, au British & Commonwealth Women’s Club.
- 2007 :  Woluwe-Saint-Pierre, en la salle Saint-Pierre.
- 2009 :  Woluwe-Saint-Pierre, en la salle Saint-Pierre.
- 2012 :  Woluwe-Saint-Pierre, en la salle Saint-Pierre.
- 2016 : Woluwe-Saint-Pierre, Porte ouverte au domicile de l’épouse de l’artiste peintre.

## La diffusion de ses œuvres
La majorité des œuvres de Jean Speliers furent diffusées entre 1978 et 2016 via expositions successives organisées au rythme de sa création artistique et orchestrées par son égérie qui assumait leur préparation matérielle précédée d’un réseautage permanent.
Ainsi ses tableaux se retrouvent-ils disséminés au sein d’un vaste cercle de proches, d’amis de longue date et de visiteurs variés qui, au fil des années et à l’occasion de ses nombreuses expositions, se laissèrent charmer ou émouvoir par l’une de ses œuvres qu’ils se firent sien.

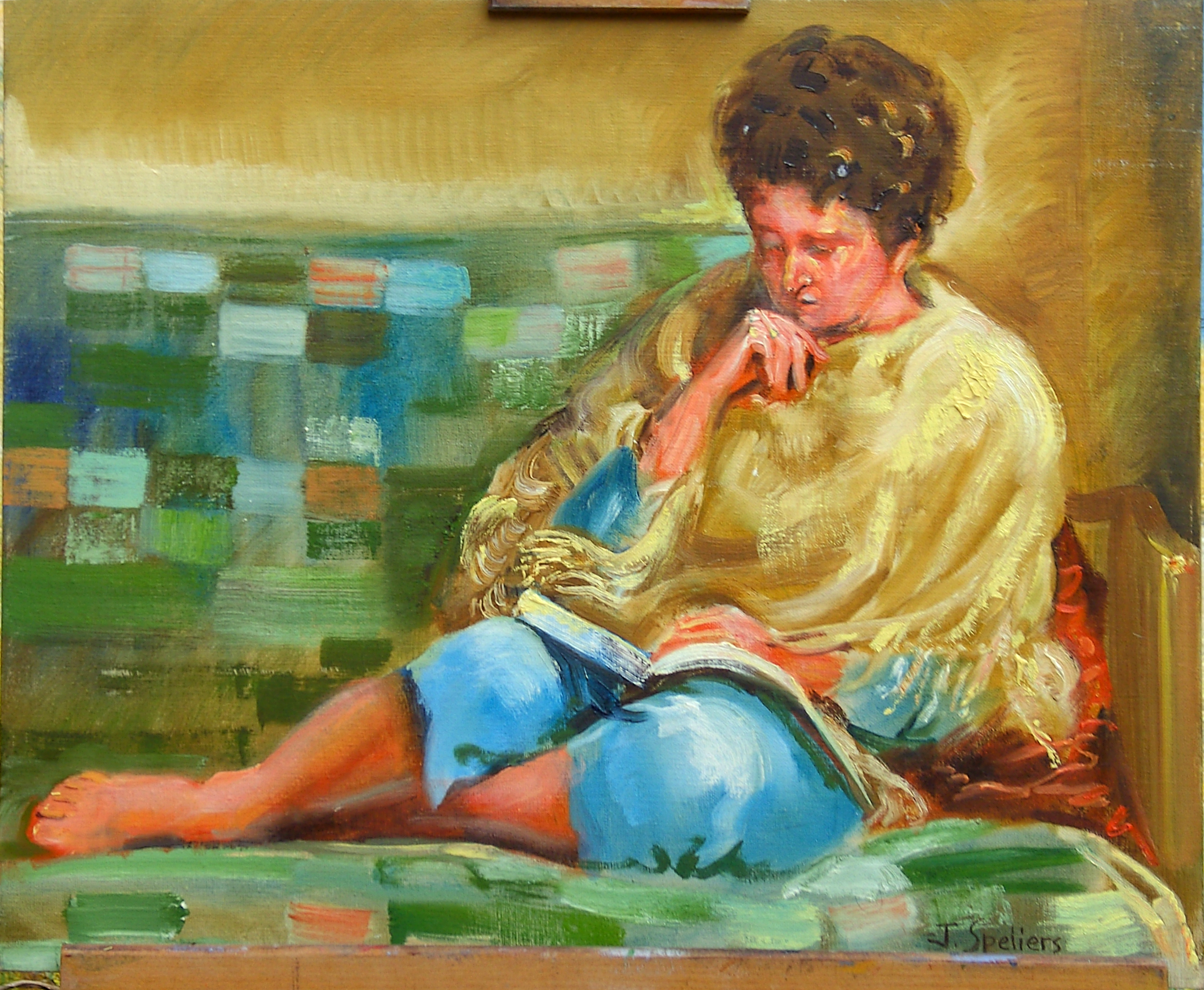

## Notes et références

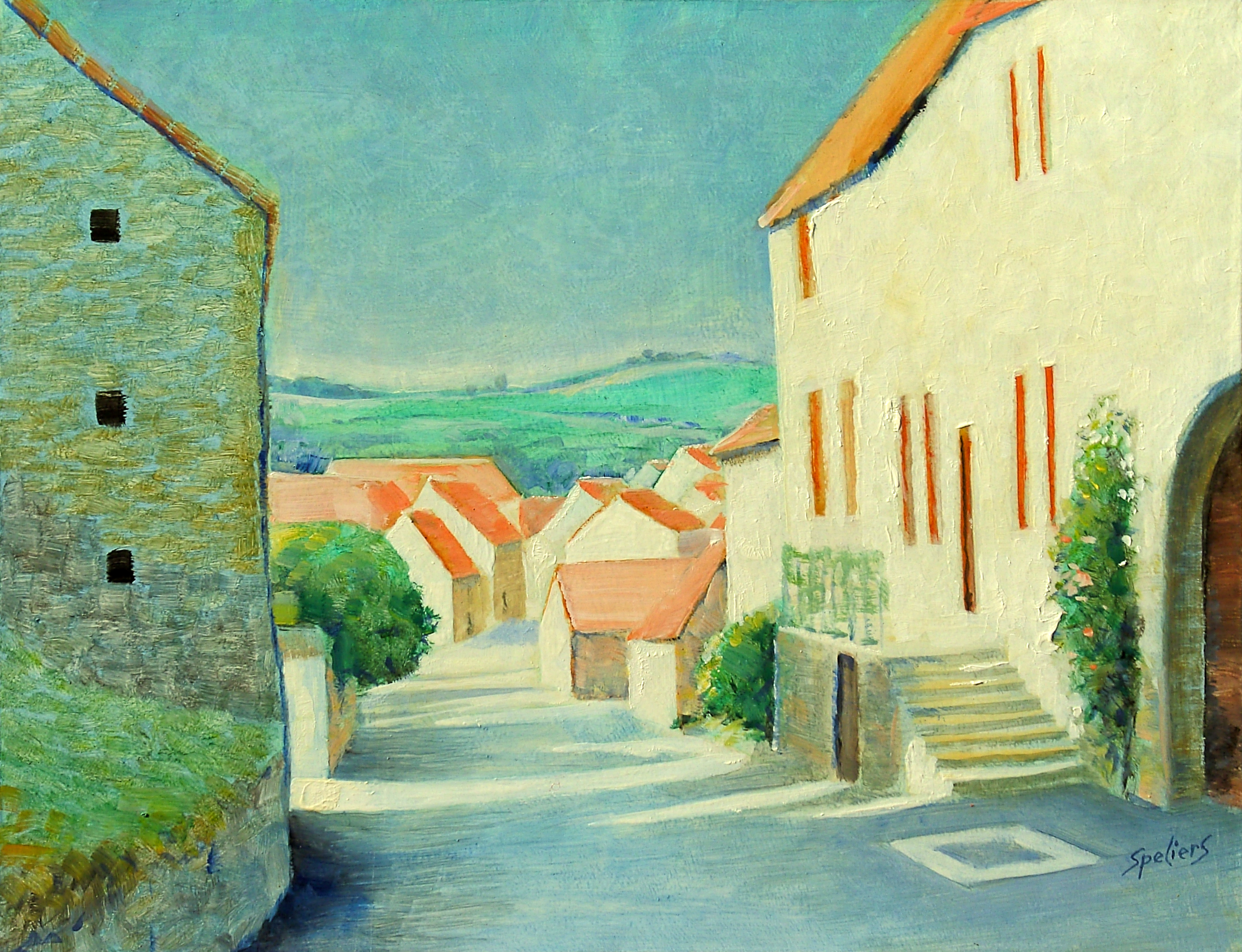